# Alexander Gawrilowitsch Endjukowski
Alexander Gawrilowitsch Endjukowski (russisch Александр Гаврилович Эндюковский; † 1938) war ein russischer Linguist und Spezialist für Mordwinisch und Samisch in der Sowjetunion.

## Leben und Schaffen

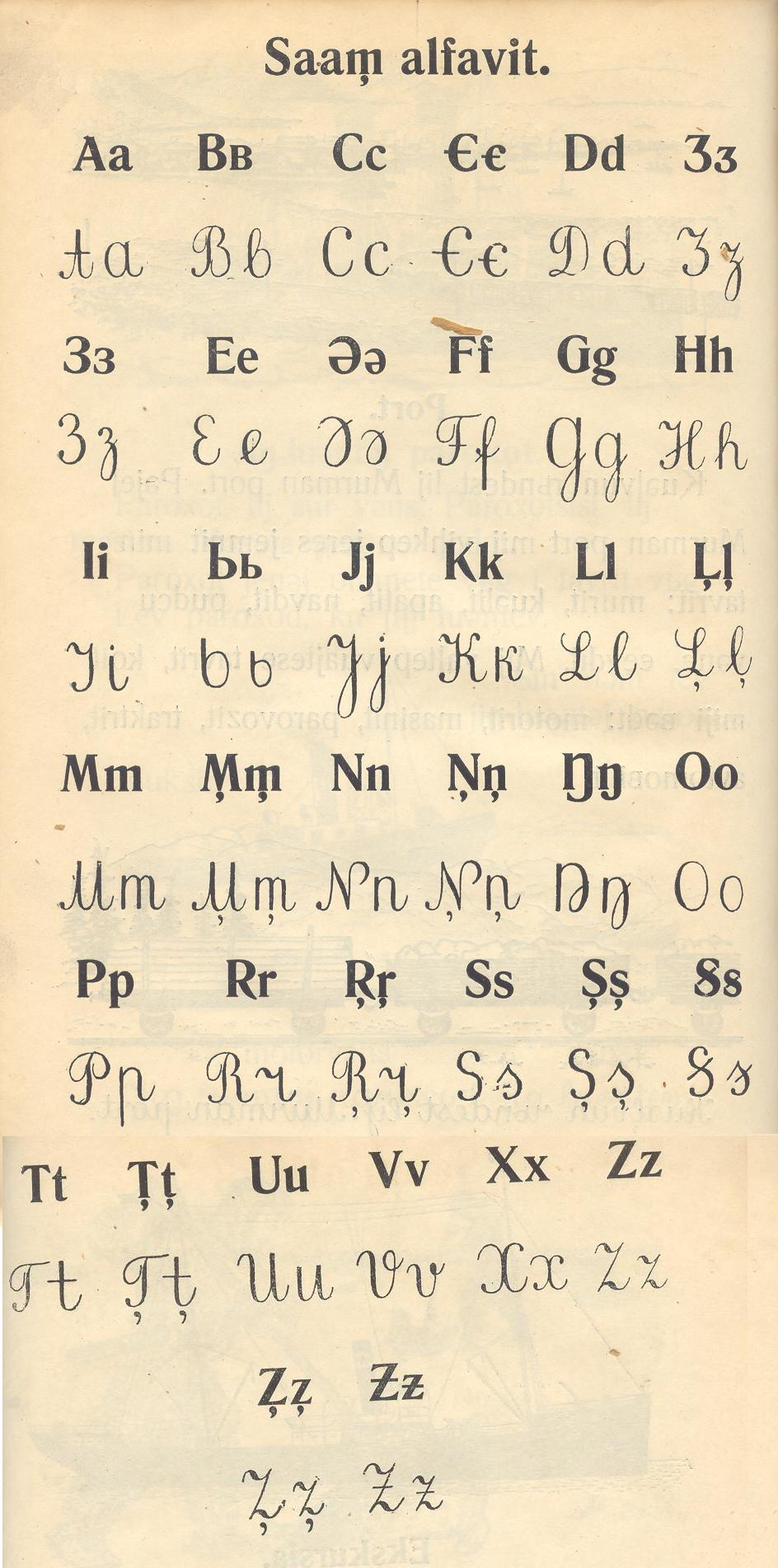
Das kildinsamische Alphabet von 1933

Alexander Endjukowski studierte ursprünglich Mordwinisch und veröffentlichte seine ersten Arbeiten zu Themen der mordwinischen Sprach- und Literaturwissenschaft.
Nach Verteidigung seiner Dissertation zu Beginn der 1930er arbeitete er als Forscher und Dozent am Institut der Völker des Nordens in Leningrad, unterrichtete dort samische Studenten und unternahm Forschungsreisen auf die Halbinsel Kola. Gemeinsam mit Sachari Tschernjakow spielte Endjukowski die führende Rolle bei der Sprachplanung und der Schaffung einer Schriftsprache für die samischen Sprachen in der Sowjetunion und war dabei in das Komitee Neues Alphabet eingebunden.
Ende der 1930er Jahre fiel Endjukowski dem Stalinterror zum Opfer. Als angeblicher Anführer einer bewaffneten samischen Verschwörung gegen die Sowjetmacht wurde er 1938 hingerichtet. Das gleiche Schicksal erlitten 15 weitere Angeklagte, darunter Samen aus Lowosero und der Forscher Wassili Alymow aus Murmansk.

## Schriften (Auswahl)
Mordwinisch
- 1930. К вопросу о русских заимствованиях в мордовском языке. Учёные записки Саратовского Университета 8:3, S. 55–112
- 1932. Сюжет Тристана и Исольды в мордовском фольклоре // Тристан и Исольда. Ленинград, S. 227–260

Kildinsamisch
- 1934. Краткий отчет о результатах командировки в Мурманский округ по изучению кильдинского диалекта саамского (лопарского) языка. Materialy po razvitiju jazykov i pis'mennosti narodov Severa v Murmanskom okruge, hrsg. von K. K. Lujsk. S. 11–12.
- 1934. Kniga logkəm guejka. Leningrad: OGIZ Antmus par̦n literatura
- 1937. Saam̦ bukvar̦r̦. Jazyki i pissmennosti narodow Sewera, hrsg. von M. G. Anwelt. Moskwa: Utschpedgis Digitalisat in der Sammlung Fenno-Ugrica
- 1937. Saamski (loparski) jasyk. Jazyki i pissmennost samoedskich i finno-ugorskich narodow, hrsg. von G. N. Prokofew. Moskwa / Leningrad: Utschpedgis. 125–162
- 1937. Saamski jasyk. Literaturnaja entsiklopedija w 11 tomach. Moskwa, S. 469 Elektronische Version (auf Russisch)
- 1937. Saamskaja literatura. Literaturnaja entsiklopedija w 11 tomach. Moskwa, S. 468 Elektronische Version (auf Russisch)

Übersetzung ins Kildinsamische
- Savel̦jev, L. 1934. Koht jemne mil̦t vьjet Vɘgɘ sam̦ kile A. Enḑukovskij. Leningrad: OGIZ Antmus par̦n literatura